# Bass Down Low
«Bass Down Low» es el primer sencillo de Dev cantante estadounidense. Fue escrito por Dev junto a sus productores, The Cataracs, que también aparecieron en la canción. La canción fue lanzada el 16 de noviembre de 2010, a través de Universal Republic como el primer sencillo para el álbum debut. Inicialmente, la canción fue hecha para The Cataracs con Dev como el acto de las funciones, pero ella se hizo el artista principal, ya que creía que sería un adecuado seguimiento de Far East Movement «Like a G6», ya que apareció en esta. El rapero británico Tinie Tempah fue ofrecido en un remix oficial de «Bass Down Low», que fue hecho para el lanzamiento de la canción en el Reino Unido. Musicalmente, «Bass Down Low» es una canción con sintetizadores deslizándose y las letras hablan de las diferentes formas de corrupción.
La canción fue recibido con críticas positivas de los críticos. Comercialmente, «Bass Down Low», interpretada moderadamente en los Estados Unidos, alcanzando el número 61 en el Billboard Hot 100 y el número dos en la tabla Top Heatseekers. La canción también alcanzó los cuarenta superiores en Canadá e Irlanda. Alcanzó su posición más alto en el Reino Unido, donde alcanzó el puesto número diez de junio de 2011, y se convirtió en otro británico Top Ten de Dev, después de «Like a G6», junto a Far East Movement. El video musical para «Bass Down Low» tiene lugar en un club subterráneo. El clip fue dirigido por Ethan Lader, que se inspiró en la moda y el Fight Club.

## Lista de canciones
| - Descarga digital 1. "Bass Down Low" – 3:31 - Digital EP – The Remixes 1. "Bass Down Low" – 3:30 2. "Bass Down Low" (Static Revenger Remix) – 5:43 3. "Bass Down Low" (Proper Villains Remix) – 3:18 4. "Bass Down Low" (5K Remix Club) – 5:52 5. "Bass Down Low" (Performed by The Cataracs) – 3:37 | - UK digital EP 1. "Bass Down Low" (Edited Version) – 3:28 2. "Bass Down Low" (Tinie Tempah Remix) (Clean) – 3:28 3. "Bass Down Low" (Tinie Tempah Remix) (Explicit) – 3:29 4. "Bass Down Low" (Static Revenger Remix) – 5:43 5. "Bass Down Low" (5K Remix Club) – 5:52 6. "Bass Down Low" (Music video) – 3:37 - The U.K. Mix 1. "Bass Down Low" (The U.K. Mix) (featuring Tinie Tempah) – 3:28 |

- Datos: Q791223